# Hau Lung-pin
Hao Long-pin (chino tradicional: 郝龍斌; pinyin: Hǎo Lóngbīn; nacido en Taipéi, Taiwán, el 22 de agosto de 1952) es un político en la República de China (Taiwán) y fue alcalde de Taipéi. Hau es un miembro del Partido Kuomintang de Taiwán (KMT).
Hao, el hijo del primer ministro anterior, General Hao Pei-tsun, dejó el Kuomintang en los años 1990s para unirse al Nuevo Partido. Él fue elegido como un legislador en 1995, y servido hasta su cita como jefe de la Administración Ambiental central de la Protección del gobierno en 2001 bajo el presidente Chen Shui-bian. El dimitió de esa posición en 2003. 
Él fue Secretario general de la Cruz Roja en Taiwán y volvió a ingresar al partido Kuomintang en enero de 2006.
En el 27 de mayo de 2006, Hao fue seleccionado como candidato del Kuomintang para las elecciones a alcalde de Taipéi, ganando 60% de los votos. Él fue elegido subsiguientemente a Alcalde de Taipéi en las elecciones municipales de la República de China de 2006, derrotando candidato del Partido Progresista Democrático y al ex primer ministro Frank Hsieh con el 53,81% del voto popular. 